# Dione (figlia di Atlante)
Nella mitologia greca, Dione (in greco antico: Διώνη?) era una ninfa figlia del primo leggendario re della Mauretania, il titano Atlante, citata da Igino e da Ovidio come moglie di Tantalo, e quindi una delle possibili madri di Pelope, Niobe, Brotea e Dascilo.
A causa della discendenza da Atlante, Dione è a volte considerata una delle Pleiadi o delle Iadi, anche se gli autori antichi non specificano a quale categoria di ninfe appartenga.
Nelle Metamorfosi di Ovidio, Niobe chiede l'adorazione dai suoi sudditi, usando come argomento che sua madre è figlia di Atlante e sorella delle Pleiadi, e che suo padre, Tantalo, così come suo marito, Anfione, sono figli di Zeus.